# Paracanthonchus gerlachi
Paracanthonchus gerlachi is een rondwormensoort uit de familie van de Cyatholaimidae. De wetenschappelijke naam van de soort is voor het eerst geldig gepubliceerd in 1982 door Vincx, Sharma & Smol.